# Helionides minuta
Helionides minuta är en insektsart som först beskrevs av Irena Dworakowska 1981.  Helionides minuta ingår i släktet Helionides och familjen dvärgstritar.
Artens utbredningsområde är Zimbabwe. Inga underarter finns listade i Catalogue of Life.